# Crasto (Póvoa de Varzim)
Crasto é um pequeno lugar da Póvoa de Varzim, na freguesia de Navais, que no censo de 2001 tinha 41 habitantes. É o lugar mais pequeno do concelho e o seu nome deriva de "castro".